# Patroklos (Admiral)

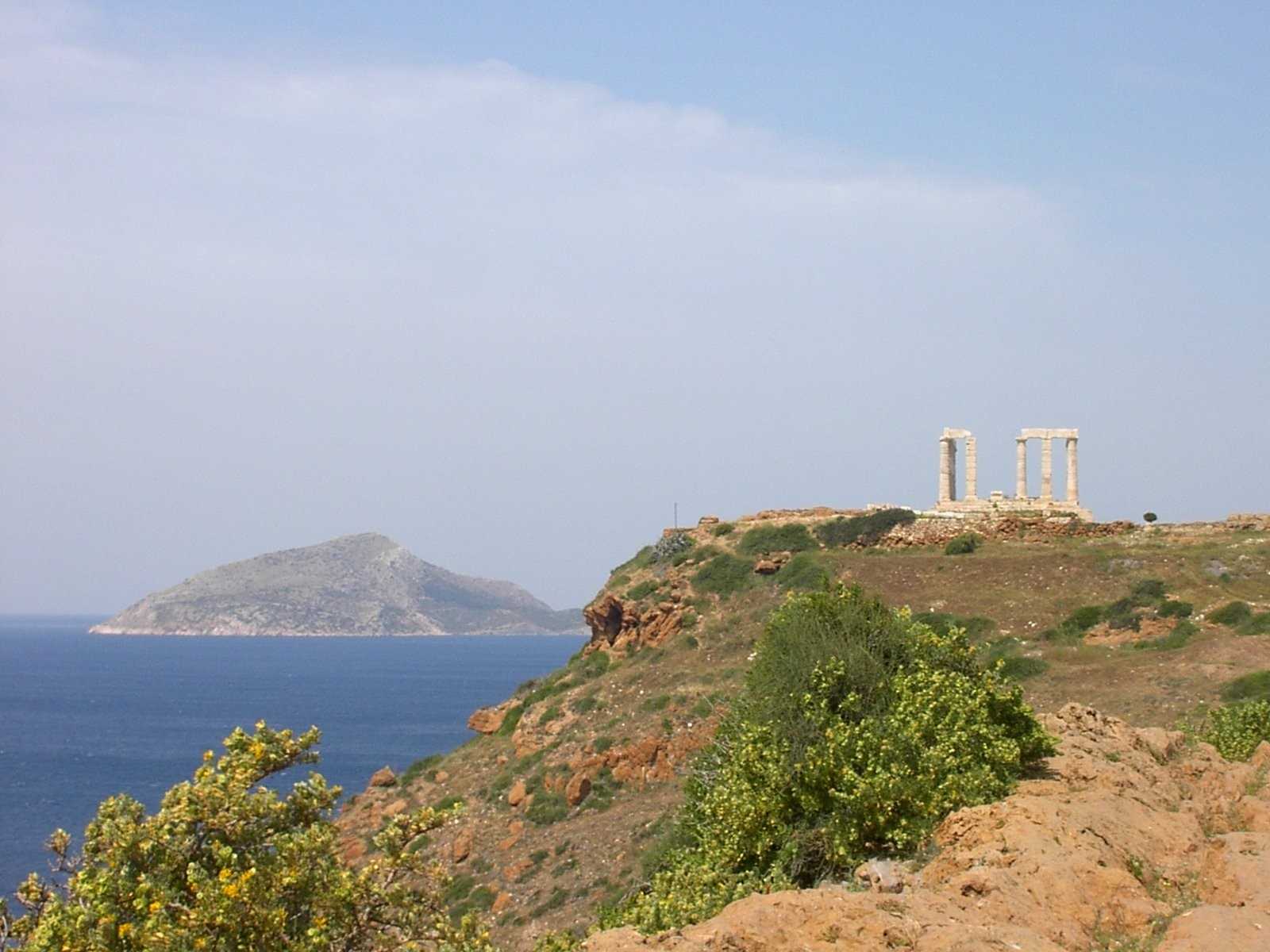
Kap Sounion mit der Insel Patroklou im Hintergrund

Patroklos (altgriechisch Πάτροκλος Pátroklos) war ein hellenischer Flottenkommandant (Nauarch) im Dienst des Königs Ptolemaios II. von Ägypten.
Er ist wahrscheinlich identisch mit Patroklos, Sohn des Patron, der im Jahr 271/270 v. Chr. als eponymer Priester des Alexanders und der Theoi Adelphoi (Ptolemäischer Alexanderkult) genannt wurde.
Während des chremonideischen Krieges gegen Antigonos II. Gonatas führte Patroklos 265 v. Chr. eine ägyptische Flotte in die Ägäis, als Unterstützung für das von Antigonos bedrohte Athen. Auf dem Weg eroberte er dabei Kaunos an der karischen Küste, wo er den Dichter Sotades gefangen nahm. Weil dieser sich über die Geschwisterehe Ptolemaios’ II. lustig gemacht hatte, ließ Patroklos ihn im Meer ertränken.
Danach besetzte er eine damals unbewohnte Insel, welche der Südspitze Attikas (Kap Sounion) vorgelagert ist, die er mit einem Kastell und Palisadenwall befestigte. Von hier aus riegelte Patroklos mit seiner Flotte den saronischen Golf ab, bis sich Athen 262 v. Chr. dem Antigonos ergeben musste. Die Insel Patroklos, deren früherer Name unbekannt ist, trägt bis heute seinen Namen.

## Einzelnachweis
1. ↑  Hibeh-Papyri II 199 (The Hibeh papyri: Part 1-2 [= Graeco-Roman memoirs. Band 32, Egypt Exploration Society]. University Press, Oxford 1978.)

| Personendaten    | Personendaten                                 |
| ---------------- | --------------------------------------------- |
| NAME             | Patroklos                                     |
| ALTERNATIVNAMEN  | Patroclus                                     |
| KURZBESCHREIBUNG | Admiral des ägyptischen Königs Ptolemaios II. |
| GEBURTSDATUM     | 3. Jahrhundert v. Chr.                        |
| STERBEDATUM      | 3. Jahrhundert v. Chr.                        |